# Моткозеро (Вологодская область)
Моткозеро — озеро в России, располагается на территории Белозерского района Вологодской области.
Площадь водной поверхности озера равняется 2,68 км². Уровень уреза воды находится на высоте 127 м над уровнем моря. Площадь водосборного бассейн озера составляет 64,9 км².
Код объекта в государственном водном реестре — 08010200311110000004233.